# Давіде ді Веролі
Давіде ді Веролі (італ. Davide Di Veroli, нар. 18 серпня 2001) — італійський фехтувальник на шпагах, чемпіон світу та Європи.

## Виступи на Олімпіадах
| Олімпіада  | Дисципліна          | Місце |
| ---------- | ------------------- | ----- |
| Париж 2024 | індивідуальна шпага | 11    |
| Париж 2024 | командна шпага      | 5     |